# Chrysuronia
Chrysuronia là một chi chim ruồi thuộc Họ Chim ruồi (Trochilidae).

## Các loài
Chi chim ruồi này có 9 loài:
- Chrysuronia brevirostris: Ngọc lục bảo ngực trắng – trước thuộc Amazilia
- Chrysuronia coeruleogularis: Chim ruồi họng xanh – trước thuộc Lepidopyga
- Chrysuronia goudoti: Chim ruồi xanh sáng – trước thuộc Lepidopyga
- Chrysuronia grayi: Sapphire đầu xanh – trước thuộc Amazilia
- Chrysuronia humboldtii: Sapphire Humboldt – trước thuộc Hylocharis
- Chrysuronia leucogaster: Ngọc lục bảo ngực trơn – trước thuộc Amazilia
- Chrysuronia lilliae: Chim ruồi bụng xanh – trước thuộc Lepidopyga
- Chrysuronia oenone: Sapphire đuôi vàng
- Chrysuronia versicolor: Ngọc lục bảo đa sắc – trước thuộc Amazilia

Chi này trước kia chỉ có một loài C. oenone. Một nghiên cứu phát sinh chủng loại phân tử năm 2014 cho thấy các chi Amazilia và Lepidopyga là đa ngành. Trong hệ thống phân loại sửa đổi để đưa chúng thành các chi đơn ngành, Chrysuronia được mở rộng với những loài vốn thuộc Amazilia, Hylocharis và Lepidopyga.